# Xavier Crespo i Clarà
|  | Xavier Crespo redirigeix aquí. Per al polític català, vegeu Xavier Crespo i Llobet. |

Xavi Crespo ha estat un destacat jugador de bàsquet català de les dècades dels 80 i 90.

## Història
Xavier Crespo Clarà va néixer a Barcelona el 7 de maig de 1966. Amb 2,01 metres d'altura, jugava a la posició d'aler. Es va formar a les categories inferiors del Futbol Club Barcelona i va jugar al primer equip durant sis temporades dividides en tres períodes diferents al llarg de la seva carrera. D'aquestes sis temporades daten els majors èxits de la seva carrera, entre els quals destaquen un Mundial de Clubs, dues Recopes d'Europa i dues Lligues ACB. L'únic gran títol que no va poder guanyar al llarg de la seva carrera va ser la Copa d'Europa, encara que va ser finalista la temporada 1989-1990. No va ser mai un gran golejador però sí que ha ajudat en moltes ocasions a tirar a l'equip endavant.
Posteriorment jugà tres temporades en dos períodes diferents al Club Joventut de Badalona. Amb la penya també va guanyar diversos títols: una Copa del Rei i una Copa Príncep d'Astúries. Va ser internacional amb la selecció espanyola juvenil, promeses, i 19 vegades amb l'absoluta.

## Trajectòria esportiva
- FC Barcelona: 1984-1986
- Club Joventut de Badalona: 1986-1988
- FC Barcelona: 1988-1991
- Elosúa León: 1991-1993
- FC Barcelona: 1993-1994
- Pamesa València: 1994-1995
- Club Joventut de Badalona: 1995-1997

## Palmarès
- Medalla de Plata a l'Eurobasket juvenil de Tubingen'1983
- 1 Mundial de Clubs: (1984-85)
- 2 Recopes d'Europa: (1984-85 i 1985-86)
- 2 Lligues ACB: (1988-89 y 1989-90)
- 1 Copa del Rei: (1996-97)
- 1 Copa Príncep d'Astúries: (1986-87)
- A més fou subcampió de la Copa d'Europa amb el Barça (1990) i de la Recopa d'Europa amb la Penya (1988).